# Fibrocellula

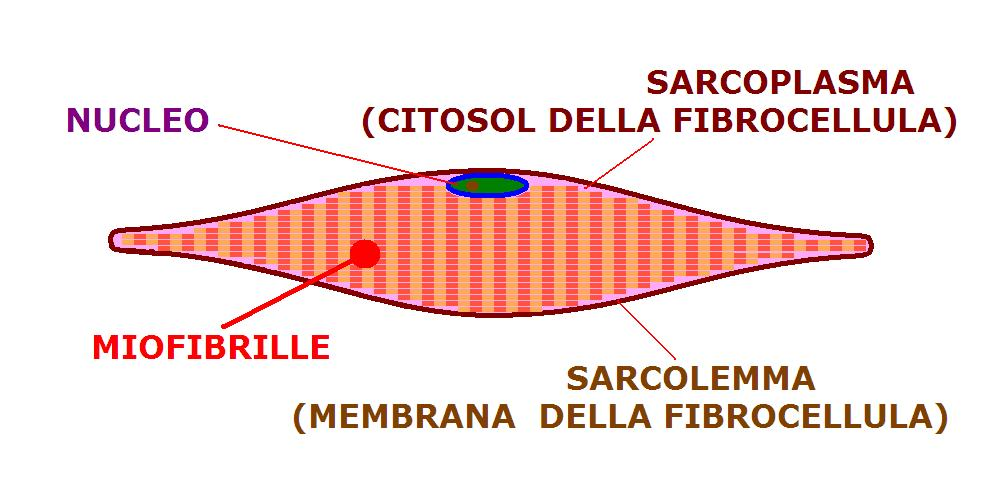
Schema della Fibrocellula

La fibrocellula (anche chiamata fibra muscolare, miocita o miocellula) è l'elemento caratteristico del tessuto muscolare, di forma allungata, fusiforme, in grado di accorciare la propria lunghezza in seguito ad uno stimolo nervoso. Il citoplasma della fibrocellula, detto sarcoplasma, è occupato in gran parte dalle miofibrille (o strutture fibrillari).

## Struttura
Le miofibrille sono chimicamente formate da filamenti di sostanze proteiche (actina e miosina).
La disposizione intracellulare delle miofibrille determina il tipo di fibrocellula: liscia o striata.
- All'interno della fibrocellula del tessuto muscolare striato è presente una striatura trasversale supplementare dovuta alla sovrapposizione in determinate zone dell'actina e della miosina. Le fibrocellule striate sono lunghe da 1 a 40 micron e generalmente sono polinucleate (sincizio), con i nuclei situati in posizione ipolemmale, di forma allungata e piuttosto basofili.
- All'interno della fibrocellula di tipo liscio le miofibrille hanno una disposizione semplice longitudinale. Nel tessuto muscolare liscio i miociti non sono raggruppati in sincizi, ma sono distinguibili singolarmente. Il nucleo presenta le stesse caratteristiche del tessuto precedente.
- Il tessuto muscolare cardiaco, sebbene involontario, è striato, ma formato da cellule singole, chiamate cardiociti, le quali possiedono a livello della membrana plasmatica delle giunzioni (g. scalariformi o dischi intercalari) che connettono le cellule tra di loro tramite desmosomi e giunzioni gap. Il reticolo sarcoplasmatico costituisce la diade.

Nella fibrocellula striata le miofibrille presentano un alternarsi di bande chiare o bande I (filamenti di actina) e di bande scure o bande A (filamenti di miosina) che conferiscono alla fibrocellula un aspetto appunto striato; paralleli alle miofibrille si trovano numerosi mitocondri in file ordinate. Lo spazio residuo è occupato in gran parte dal reticolo sarcoplasmatico (versione specializzata del reticolo endoplasmatico). Ogni banda I è divisa da una piccola banda Z o linea Z. La struttura filamentosa della miosina è più grossa di quella dell'actina (rispettivamente microfilamenti spessi e sottili). L'unità fondamentale della miofibrilla è il sarcomero cioè la parte compresa fra 2 linee Z.
L'actina presente nelle miofibrille è costituita da 2 filamenti di "actina F" attorcigliati tra loro ed è associata ad altre 2 proteine: la tropomiosina, alloggiata nel solco tra i 2 filamenti di actina, e la troponina, legata a sua volta alla tropomiosina.
La molecola di miosina è formata da una parte filamentosa e da una testa globulare unite tra loro da una porzione flessibile. I filamenti di miosina sono formati da più molecole associate in fasci in cui le teste sporgono all'esterno.

## Meccanismo della contrazione delle fibrocellule
Nel citoplasma è da notare la struttura chiamata tubulo T (invaginazione del sarcolemma) e il reticolo endoplasmatico liscio (reticolo sarcoplasmatico) molto sviluppato che costituisce la cosiddetta "triade", con funzione di rilascio e di assorbimento di ioni calcio, i quali permettono il fenomeno contrattile. Esso ha inizio nel momento in cui arriva alla fibrocellula l'impulso nervoso. I neuroni trasportano tale impulso sino al sarcolemma. Si ha così un'onda di depolarizzazione che crea una liberazione di calcio dal sarcolemma in grado di attivare la miosina che a sua volta, con un meccanismo enzimatico, induce nei mitocondri la trasformazione di ATP in ADP (idrolisi dell'ATP).
La consequenziale liberazione di energia favorisce lo scivolamento dei filamenti di actina fra quelli di miosina determinando così la vera e propria contrazione.

## Reclutamento
Le fibrocellule vengono eccitate dalle unità neuromotorie a determinate frequenze di stimolazione (reclutamento temporale), dove maggiore è la frequenza di stimolazione e maggiore sarà la forza esercitata dalla stessa, inoltre la precisione nel controllare la forza di un muscolo dipende anche dal numero di fibre muscolari associate per unità motoria, dove un'elevata associazione porta a rapidi incrementi di forza, ma a un controllo non ottimale della stessa, mentre con poche fibre associate per ogni unità si permette un controllo molto preciso, in quanto possono essere attivati solo alcuni neuromotori (reclutamento spaziale), permettendo l'eccitazione di solo una porzione delle fibrocellule che compongono un muscolo.

In ambito pragmatico il reclutamento spaziale viene descritto con la legge di Henneman, che descrive come vengono eccitate le varie fibrocellule al variare del carico, anche se non sempre aderente alla realtà dei fatti, soprattutto in particolari situazioni operative, invece per quanto concerne il reclutamento temporale, maggiore è la rapidità e la forza richiesta e maggiore è la frequenza con cui avviene lo stimolo.